# Пол Райзер
Пол Райзер (англ. Paul Reiser) — американський актор, комік, сценарист, композитор, письменник і телеведучий. Засновник продюсерської компанії. Займає 77-е місце в списку 2004 року «100 найбільших стендап-коміків всіх часів» за версією американського кабельного телеканалу Comedy Central.

## Біографія
Пол Райзер народився 30 березня 1956 року в Нью-Йорку в єврейській родині Сема (оптовий продавець здорової їжі) і Хелен (домогосподарка) Райзер. У сім'ї також було три доньки, сестри Пола. Навчався в школі East Side Hebrew Institute, потім у вищій школі Stuyvesant High School. Пізніше закінчив Бінгемтонський університет по музичній спеціальності «Піаніно, твір музики». Навчаючись в університеті, виступав в університетському театрі, на літніх канікулах виступав як стендап-комік в нью-йоркських клубах, саме тоді Пол обрав собі майбутню професію.
Вперше на широкому екрані Райзер з'явився в 1982 році у фільмі «Їдальня», того ж року глядачі вперше побачили його на телеекранах в стрічці The Toast of Manhattan. Основну популярність Райзеру приніс телесеріал «Без розуму від тебе» (1992—1999), в якому він не тільки зіграв одну з головних ролей у 162 епізодах, але також написав головну музичну тему для нього.

## Фільмографія
- 1982 — Їдальня / Diner — Моделл
- 1984 — Поліцейський з Беверлі-Хіллз / Beverly Hills Cop — детектив Джеффрі Фрідман
- 1986 — Чужі / Aliens — Картер Берк, один з керівників компанії «Вейланд-Ютані»
- 1987 — Поліцейський з Беверлі-Гіллз 2 / Beverly Hills Cop II — детектив Джеффрі Фрідман
- 1987 — 1990 — Два моїх батька [en] / My Two Dads — Майкл Тейлор (в 60 епізодах)
- 1990 — Божевільні люди / Crazy People — Стівен Бакман
- 1991 — Звичка одружуватися / The Marrying Man — Філ Голден
- 1992 — 1999 — Без розуму від тебе / Mad About You — Пол Бакман (в 162 епізодах)
- 1993 — Надія сім'ї / Family Prayers — Ден Ліндер
- 1995 — Прощай, любов / Bye Bye Love — Донні
- 1999 — Історія про нас / The Story of Us — Дейв, літагент (в титрах не вказаний)
- 2001 — Ніч у барі Мак-Кула / One Night at McCool's — Карл Гардінг, адвокат
- 2005 — Аристократи / The Aristocrats — камео
- 2005 — Все про мою рідню [en] / The Thing About My Folks — Бен Кляйнман
- 2009 — Кумедні люди / Funny People — камео
- 2013 — За канделябрами / Behind the Candelabra — адвокат Скотта Торсона
- 2014 — Одержимість / Whiplash — батько Ендрю
- 2014 — Якщо твоя дівчина — зомбі / Life After Beth — Ной Орфман
- 2015 — Захисник / Concussion — доктор Елліот Пеллман
- 2016 — Війна проти всіх / War on Everyone — лейтенант Джеррі Стентон
- 2016 — Темрява / The Darkness — Саймон Річардс
- 2017 — Малий годинник / The Little Hours — Іларіо
- 2017 — Дуже дивні справи / Stranger Things — доктор Сем Оуенс

## Покликання
- paulreiser.com — офіційний сайт Пола Райзера (англ.)
- Пол Райзер (англ.) На сайті tvguide.com
- Пол Райзер (англ.) На сайті tv.com